# Русанов, Иван Васильевич
Ива́н Васи́льевич Руса́нов (23 июля 1925, станица Стефановская, Джетысуйская губерния — 23 октября 1992) — командир расчёта 82-миллиметрового миномёта 2-й миномётной роты 223-го стрелкового полка (53-я Ново-Украинская стрелковая дивизия, 25-й стрелковый корпус, 7-я гвардейская армия, 2-й Украинский фронт), старший сержант.кавалер ордена Славы трёх степеней.

## Биография

### Ранняя биография
Родился 23 июля 1925 года в станице Стефановской (ныне город Ушарал Алакольского района Алматинской области Республики Казахстан) в крестьянской семье. Русский.
Окончил 8 классов. Рано начал трудовую деятельность.

### В Великую Отечественную войну
В Великую Отечественную войну подростком продолжал работать до призыва в армию.
В 17 лет 14 апреля 1943 года призван в ряды Красной армии Алакульским районным военным комиссариатом Алматинской области. Участник Великой Отечественной войны с 1943 года. Был наводчиком миномета 2-й минометной роты 223-го стрелкового полка 53-й стрелковой дивизии. 5 октября 1943 года был легко ранен. После выздоровления вернулся в свою часть.
Сержант И. В. Русанов отличился в наступательных боях в ходе Уманско-Ботошанской операции в марте-апреле 1944 года. Минометным огнем подавил три и уничтожил одну огневую точку противника. Приказом по 223-му стрелковому полку 53-й стрелковой дивизии 25-го гвардейского стрелкового корпуса 7-й гвардейской армии № 07/Н от 11 апреля 1944 года награжден медалью «За отвагу».

### Орден Славы 3-й степени
При прорыве линии обороны противника у населенного пункта Валя-Ойлер (Румыния) 21 августа 1944 года под сильным артиллерийско-минометным огнем противника командир расчета миномета старший сержант И. В. Русанов выдвинулся со своим минометом перед боевыми порядками пехоты и открыл минометный огонь по батарее противника. При этом уничтожил два миномета противника с прислугой, а затем, перенеся огонь на отступающую пехоту врага, уничтожил шесть румынских солдат и повозку с боеприпасами. Приказом по 53-й стрелковой дивизии № 039/Н от 29 августа 1944 года старший сержант Русанов Иван Васильевич награжден орденом Славы 3-й степени (№ 140269).

### Орден Славы 2-й степени
3 сентября 1944 года при взятии высоты 1052 у населенного пункта Эстельник (в 40 километрах северо-восточнее города Сфынтул-Георге, Румыния) командир расчета миномета старший сержант И. В. Русанов огнем миномета уничтожил восемь венгерских и двух немецких военнослужащих, а также малокалиберную пушку противника, чем обеспечил быстрое взятие высоты без потерь. Приказом по 53-й стрелковой дивизии № 0171/Н от 17 октября 1944 года старший сержант Русанов Иван Васильевич награжден орденом Славы 2-й степени (№ 6962).

### Орден Славы 1-й степени
24 октября 1944 года при форсировании реки Тиса у населенного пункта Караенза (34 километра восточнее города Кечкемет, Венгрия) огнем миномета уничтожил две огневые точки противника, мешавшие переправе советских подразделений. Переправившись на плацдарм, немедленно установил миномет и открыл огонь по противнику. Участвовал в отражении семи контратак противника, уничтожил более 15 венгерских солдат и два пулемета. 
Указом Президиума Верховного Совета СССР от 24 марта 1945 года старший сержант Русанов Иван Васильевич награжден орденом Славы 1-й степени (№ 186). Стал полным кавалером ордена Славы.
В феврале 1945 года был повторно ранен. После войны продолжал службу в Вооруженных Силах СССР, служил в пограничных войсках на Западной границе. В 1954 году старшина И. В. Русанов уволен в запас.

### После войны
Жил в селе Тарасовцы Новоселицкого района Черновицкой области (Украина), на родине жены. Работал в местном колхозе строителем, счетоводом, бухгалтером. Участвовал в военно-патриотическом воспитании молодежи.
Умер 23 октября 1992 года.

## Награды
- Орден Отечественной войны I степени (3.03.1985)[9]

- Полный кавалер ордена Славы:
  - орден Славы I степени(24.03.1945)[8] ;
  - орден Славы II степени (17.10.1944)[7];
  - орден Славы III степени (29.08.1944)[6];
- медали, в том числе:
  - «За отвагу» (11.04.1944)[5]
  - «В ознаменование 100-летия со дня рождения Владимира Ильича Ленина» (6 апреля 1970)
  - «За победу над Германией» (9 мая 1945[10])[11]
  - «За взятие За взятие Будапешта» (9.6.1945)[11]
  - «За взятие За взятие Вены» (9.6.1945)[11]
  - «20 лет Победы в Великой Отечественной войне 1941—1945 гг.» (7 мая 1965[12])
  - «30 лет Победы в Великой Отечественной войне 1941—1945 гг.»[13]
  - 40 лет Победы в Великой Отечественной войне 1941—1945 гг.[14]
  - «30 лет Советской Армии и Флота»[15]
  - «40 лет Вооружённых Сил СССР»[16]
  - «50 лет Вооружённых Сил СССР» (26 декабря 1967[17])
- Знак «25 лет победы в Великой Отечественной войне» (1970)